# Saint-Aubin-Montenoy
Saint-Aubin-Montenoy – miejscowość i gmina we Francji, w regionie Hauts-de-France, w departamencie Somma.
Według danych na rok 1990 gminę zamieszkiwało 215 osób, a gęstość zaludnienia wynosiła 21 osób/km² (wśród 2293 gmin Pikardii Saint-Aubin-Montenoy plasuje się na 783. miejscu pod względem liczby ludności, natomiast pod względem powierzchni na miejscu 437.).